# Guioa scalariformis
Guioa scalariformis är en kinesträdsväxtart som beskrevs av P.C. van Welzen. Guioa scalariformis ingår i släktet Guioa och familjen kinesträdsväxter. Inga underarter finns listade i Catalogue of Life.